# Kaspofungin
Kaspofungín je protiglivno zdravilo iz skupine ehinokandinov za sistemsko zdravljenje. Uporablja se za zdravljenje sistemskih glivnih okužb, kot sta invazivna aspergiloza in invazivna kandidioza. Gre za prvo učinkovino iz skupine ehinokandinov, ki so jo odobrili za klinično uporabo. Deluje tako, da zavira encim (1→3)-β-D-glukan sintazo in tako vpliva na tvorbo glivne celične stene.
Uvrščen je na seznam osnovnih zdravil Svetovne zdravstvene organizacije, torej med najpomembnejša učinkovita in varna zdravila, potrebna za normalno zagotavljanje zdravstvene oskrbe.

## Klinična uporaba
Kaspofungin se uporablja z intravenskim infundiranjem pri sistemskih glivnih okužbah, ki jih povzročajo glive vrst Candida spp. in Aspergillus spp. Nekateri podatki kažejo, da proti drugim glivam kaspofungin ni učinkovit oziroma učinkovitost proti tem patogenom ni bila ugotovljena.

## Neželeni učinki
Na splošno je kaspofungin v kliničnih raziskavah pokazal dober varnostni profil z redkimi z zdravilom povezanimi hudimi neželenimi učinki. Pri redkih bolnikih so morali zaradi neželenih učinkov prekiniti zdravljenje z zdravilom.
Pri odraslih bolnikih so pogosti neželeni učinki znižanje hemoglobina, znižanje hematokrita, zmanjšano število belih krvničk; znižane ravni kalija v krvi (hipokaliemija),  znižane vrednosti albumina v krvi; glavobol; flebitis (vnetje vene) na mestu apliciranja; dispnjeja; driska, slabost, bruhanje; zvišane vrednosti jetrnih testov; izpuščaj, srbenje, eritem, hiperhidroza; bolečine v sklepih; vročina, mrzlica.
Poročali so o preobčutljivostnih reakcijah, vključno z anafilaksijo.

## Mehanizem delovanja
Kaspofungin je bil prva odobrena učinkovina iz skupine ehonokandidov, ki imajo drugačen mehanizem delovanja kot dotlej dostopna protiglivna zdravila. Delujejo namreč na glivno celično steno in ne celično membrano. Deluje tako, da zavira encim (1→3)-β-D-glukan sintazo. S tem zavira sintezo (1,3)-D- glukana, ki je bistvena sestavina celične stene številnih filamentoznih gliv in kvasovk, v sesalčjih celicah pa ni prisoten.